# 晴れのち晴れ
『晴れのち晴れ』（はれのちはれ）は、TBS系列で1977年10月4日から1978年3月28日まで火曜日夜9時から1時間枠で放映されたテレビドラマ。

## 作品内容
- 東京都葛飾区堀切を舞台。鉄工場勤めで定年間近の主人、駆け出しの弁護士の長男、結婚適齢期で大学職員の長女、大学生の次男と、それを支える主婦というそれぞれが人生の曲がり角という一家の山沖家や、その隣家の増田家を中心としたホームドラマ。

## 出演
- 山沖みさ子：山岡久乃
- 山沖昌平：西田敏行 - 長男で弁護士
- 山沖朋子：坂口良子
- 山沖浩次：井上純一 - 次男で大学生
- 増田小百合：マッハ文朱
- 増田駒造：由利徹
- 増田ひな：赤木春恵
- 増田照子：吉田日出子
- 鹿島艶子：草笛光子 - みさ子の妹
- 山沖鉄馬：千秋実
- 野間豊：黒沢年男 - 鉄馬と先妻の息子
- 吉備恵子：高瀬春奈
- 深作天海：梅宮辰夫
- 深作乙女：池上季実子 - 天海の娘
- 中根：高橋昌也 - 弁護士事務所所長
- 谷スエ子：泉ピン子
- 木村要一：平田満 - 鉄工場工員
- 醍醐：中村伸郎
- 朝倉章子：永島暎子 - 浩次のガールフレンドで、法曹界の名門家の娘
- 磯貝俊彦：井上順 - カメラマン
- 達吉：根上淳 - かつて山沖家に下宿
- 鈴旗：岸部一徳 - 朋子の勤め先の大学の学生
- まつ江：初井言榮
- ユリ：立川マリ - モダンダンス教師
- 実川：武田洋和 - 昌平の同級生で弁護士
- 森田：森田一義
ほか

## スタッフ
- 作
  - 中島丈博（第1話～第7話、第9話～第13話、第15話～第19話、第21話～第26話）
  - 小山内美江子（第8話）
  - 高橋玄洋（第14話、第20話）
- プロデューサー：武敬子
- 演出
  - 脇田時三（第1話～第4話、第6話～第8話、第14話、第19話～第22話、第26話）
  - 大室清（第5話、第11話、第13話、第16話～第18話、第23話～第25話）
  - 橋本信也（第9話、第10話、第12話、第15話）
- 音楽：惣領泰則
- 主題歌：ジム・ロック・シンガーズ
- 制作：TBS、テレパック

## 補足
音楽の惣領泰則は、1977年4月から9月にTBSテレビで放送されたポーラテレビ小説「おゆき」の音楽も担当した。
| TBS系 火曜21時台ドラマ | TBS系 火曜21時台ドラマ | TBS系 火曜21時台ドラマ |
| 前番組                 | 番組名                 | 次番組                 |
| ---------------------- | ---------------------- | ---------------------- |
| かあさん堂々           | 晴れのち晴れ           | 八甲田山               |